# Euchromia boisduvalii
Euchromia boisduvalii är en fjärilsart som beskrevs av Xavier Montrouzier 1856. Euchromia boisduvalii ingår i släktet Euchromia och familjen björnspinnare. Inga underarter finns listade i Catalogue of Life.